# Богоявленский (Владимирская область)
Богоявленский — исчезнувший погост в Гороховецком районе Владимирской области России.

## География
Урочище находится в восточной части области, в зоне хвойно-широколиственных лесов, при автодороге 17Н-214, на расстоянии 24 километров (по прямой) к юго-западу от города Гороховец, административного центра района.

### Климат
Климат характеризуется как умеренно континентальный. Средняя температура воздуха самого холодного месяца (января) — −11,2 °C (абсолютный минимум — −45 °С), средняя температура воздуха самого тёплого месяца (июля) — +18,4 °С (абсолютный максимум — +38 °С). Безморозный период длится около 139 дней. Годовое количество атмосферных осадков составляет около 556 мм, из которых 387 мм выпадает в период с апреля по октябрь. Снежный покров держится в среднем около 149 дней.

## История
В «Списке населенных мест Владимирской губернии по сведениям 1859 года» населённый пункт упомянут как погост Вязниковского уезда, расположенная в 19 верстах от уездного города. В деревне насчитывалось 9 дворов и проживало 39 человек (16 мужчин и 23 женщины).
По состоянию на 1905 год, в Богоявленском погосте имелось 5 дворов и проживало 23 человека. В административном отношении погост входила в состав Ждановской волости.
По данным 1926 года в деревне имелось 5 крестьянских хозяйств и проживало 53 человека (14 мужчин и 11 женщин). Являлась частью Тураковского сельсовета.

## Храм
Действовала деревянная православная Богоявленская церковь, которая упоминается уже в источниках первой половины XVII века.
В 1773 году вместо старой деревянной церкви была построена новая также деревянная церковь, сгоревшая в пожаре 1843 года. В этом же году началось строительство нового уже каменного трёхпрестольного храма, завершившееся в 1860 году. Главный престол был освящён во имя Богоявления Господня, два других — во имя Владимирской иконы Божьей Матери и св. Николая Чудотворца.
В 1897 году к Богоявленскому приходу относился 2821 человек, проживавших в 15 окрестных деревнях. С 1883 года при храме действовала церковно-приходская школа.